# Sigurd Magnusson
Sigurd Magnusson ou Sigurd Slembdjakn (c'est-à-dire « mauvais prêtre ») fils autoproclamé de Magnus III né vers 1100 et prétendant au trône de Norvège mort exécuté en 1139.

## Biographie
Selon la Orkneyinga saga, Sigurd était le fils supposé d'Adalbrikt, potentiel évêque de Trondheim dès 1073. Après avoir séjourné à la cour du roi David Ier d’Écosse qui le tenait en estime il est reçu par Harald Haakonsson l’un des deux jarls des Orcades.
Sigurd obtient alors les faveurs de Frakokk Moddandottir influente à la cour dont la nièce Auðhildr devient sa concubine. Il intervient dans le conflit entre les deux jarls : Pall et Harald. Allié de ce dernier il participe avec lui au meurtre de Torkell « le père adoptif » mais doit s’exiler pour fuir la colère de Pall.
Sigurd retourne en Écosse où il demeure un certain temps avant de faire un pèlerinage à Jérusalem. Au retour il se rend en Norvège et se proclame fils illégitime du roi Magnus III de Norvège.
Il rencontre à Bergen son demi-frère putatif Harald IV de Norvège qui avait déjà conquis le trône de la même manière en 1130 et lui demande de le reconnaître et de partager avec lui le pouvoir. Devant le refus d’Harald IV, Sigurd se proclame roi en 1135 et organise l’assassinat d’Harald IV dans la nuit du 13 décembre 1136.
Face aux partisans des fils d’Harald, afin de consolider sa position, Sigurd se rend dans le nord du pays et délivre l’ancien roi Magnus IV de Norvège qui avait été lui-même mutilé, détrôné et enfermé dans un monastère par Harald IV de Norvège.
Comme le malheureux Magnus IV est dans l’incapacité d’exercer la réalité du pouvoir, Sigurd se proclame son corégent ; il tente de se faire reconnaître par la Suède et d’obtenir l’appui du Danemark. Les deux rois sont vaincus par les nobles partisans des fils d’Harald à la bataille de Holmengraa le 12 novembre 1139. Magnus IV est tué pendant le combat, Sigurd, capturé, est livré aux parents d’une de ses victimes Beintein. Il est longuement torturé avant d’être mis à mort par ces derniers.

## Littérature
Sigurd Slembe est le titre d'un drame historique publié en 1862 par le dramaturge norvégien Bjørnstjerne Bjørnson

## Sources
- (en) Knut Gjerset, History of the Norwegian People, vol. I & II, New york, The Macmillan Company (réédition Andesite Press), 1915, 507 p. (ISBN 9781376361513), p. 337-347 § 56 « The period of civil wars: Magnus the Blind Harald Gille and Sigurd Slembediakn ».
- Jean Renaud, La Saga des Orcadiens, tr. par Jean Renaud, éd. Aubier, Paris, 1990  (ISBN 2700716426) chapitre LIV.
- (no) Knut Peter Lyche Arstad, « Sigurd Slembe », Norsk biografisk leksikon, consulté le 5 octobre 2013.
- Heimskringla de Snorri Sturluson
  - (en) Sagas of the Norse Kings : "Magnus the Blind and Harald Gille" (traduction anglaise),chapitres XIV à XVI.
  - (en) Sagas of the Norse Kings "The sons of Harald" (traduction anglaise) chapitres: II, VI, VII, X,XI et XII.